# Spirorbis formosus
Spirorbis formosus är en ringmaskart som beskrevs av Bush 1905. Spirorbis formosus ingår i släktet Spirorbis och familjen Serpulidae. Inga underarter finns listade i Catalogue of Life.